# 鳥潟隆三
鳥潟 隆三（とりかた りゅうぞう、1877年明治10年）8月20日- 1952年（昭和27年）2月19日） 。医学博士。日本の生理学者。明治-昭和時代の外科医学者・免疫学者。

## 経歴
1877年、北海道函館市に生まれた。幼名は隆一。その後、6歳まで父・鳥潟精一の故郷秋田県大館市花岡で過ごした。鳥潟家は慶長年間のころから続く旧家で、花岡村の肝煎(きもいり)を代々務めてきた家であった。
6歳まで花岡で育ったのち、大分の病院長 叔父鳥潟恒吉・サイ夫妻の許で大分県立大分中学校を卒業。恒吉夫人が甥・息子らを引率して上京し、旧制第一高等学校に進学、卒業に当たり、狩野亨吉の勧めで京都帝国大学医科大学に入った。1904年、恩賜の銀時計を授与されて同大学医科大学を卒業した。
卒業後は、同大学助教授に就任。1910年に医学博士となった。大阪府立大阪医学校（後の大阪大学医学部）の教員を経て、1912年から1917年までスイス・ベルン大学に留学。血清細菌学を研究テーマとした。1917年に免疫学上のインペジン学説（the Impedin theory）を提唱した。
帰国後に、大阪府大阪市に鳥潟免疫研究所と附属病院を設立。1922年、京都帝国大学教授となり、外科学第1講座を担当。学説に基づき「コクチゲン」(鳥潟軟膏)を発明し、また「平圧開胸術」を考案して肺結核外科手術を向上させた。学界では、日本外科学会会長を2期つとめた（のちに日本外科学会名誉会長）。1938年京都大学を定年退職、名誉教授の称号を受ける。1945年から1947年まで故郷の花岡に疎開して暮らしたが、1947年6月に脳溢血で倒れ、大阪に戻った。1952年、大阪府でこの世を去った。

## 研究内容・業績
- 1939年にコクチゲン（鳥潟軟膏）創製の功績によりノーベル生理学・医学賞候補となったが、惜しくも受賞は逃した[10][22]。
- 著書にインペジン学説に関する3部(独文)がある[5][23]。

## 家族・親族
- 叔父：鳥潟恒吉(つねきち)（1855－1914年）。花岡生まれ。東大医学部二期卒業生。初代大分県立病院長を務め、大分県の医療の近代化、医師・看護婦の養成に貢献した[10][24][25]。
- 叔母：鳥潟サイ（1862－1943年)は恒吉の妻[10]。菅礼治の妹[注 5]。
- 娘：鳥潟静子。1932年におこった結婚解消騒動で知られる。静子は隆三の弟子と結婚したが、初夜に夫の性病を知り、そのまま実家に戻り、隆三は結婚解消を関係周囲に通知、これによって対立した両家がそれぞれ新聞に弁明を発表し、その是非を巡って文壇を巻き込む一大騒動に発展した[28]（静子はのちに医師の革島貞吉と結婚した[3]）。
- 従弟：鳥潟右一（1883－1923年）は工学者。鉱石検波器、TKY式無線電話機の発明者[10][29][30]。

## 著書
- 『鳥潟外科学総論』南江堂、1934。NCID BA44783339
  - 改訂第7版 / 荒木千里[注 6]改訂、南江堂京都支店、1951。NCID BN07643230
  - 改訂増補第14版 / 荒木千里 改定、南江堂、1965。NCID BN06941299
- 『鳥潟外科学教室論著抄録集』第1-2部 鳥潟博士還暦祝賀記念会編、日本外科宝函編輯室、1941。NCID BA45048240
- 『免疫元及び免疫方法』鳥潟博士還暦祝賀記念会、1944。NCID BA54866567
- 『外科学臨床講義』鬼東惇哉編、南江堂、1944。NDLJP:1045708
- 『免疫概論』日本医書出版、1947。NCID BN07163971